# Ponti Comini
Ponti Comini (en llatí Pontius Cominius) va ser un jove de gran valentia, probablement militar, que va viure al segle iv aC. Formava part de la gens Comínia, una gens romana d'origen plebeu.
Quan estava assetjant el Capitoli pels gals l'any 390 aC, es va oferir per anar al senat per transmetre el desig de l'exèrcit romà estacionat a Veïs de què Marc Furi Camil fos nomenat dictador romà. Va poder arribar al senat navegant pel Tíber en una escorça d'arbre.